# Stadio Pino Zaccheria
Stadio Pino Zaccheria je sportovní stadion v italské Foggii. Své domácí zápasy zde hraje tým Calcio Foggia 1920 a pojme 25 085 diváků. Je pojmenován po italském basketbalistovi, rodákovi z Foggie, který byl v roce 1941 při italském vojenském tažení do Řecka zabit v Tiraně.